# Glenn Roeder
Glenn Roeder (Woodford, 13 december 1955 - 28 februari 2021) was een Engelse voetbaltrainer en een voetballer. Hij was als laatste trainer bij de Engelse club Norwich City. Als speler speelde hij onder andere voor Queens Park Rangers en Newcastle United en hij speelde ook zeven interlands (nul goals) voor Engeland B.

## Carrière als voetballer
Nadat hij geen contract kon verdienen bij Arsenal FC, tekende Glenn Roeder wel een contract bij Leyton Orient. Daar maakte hij al snel naam als sterke verdediger en na vijf jaar voor Leyton Orient te hebben gespeeld, vertrok hij in 1978 naar Queens Park Rangers. Hij was aanvoerder toen deze club de finale van de FA Cup bereikte in 1982. Hij miste echter de replay van deze wedstrijd door een schorsing, die hij enkele weken eerder opliep. Tijdens zijn periode bij QPR bedacht hij ook een actie, die naar hem vernoemd werd: De Roeder Shuffle. Dit was een handig overstapje, waardoor hij zich vaak makkelijk wegdraaide van een aantal tegenstanders. Hij redde zichzelf hierdoor vaak uit lastige situaties.
In 1983 werd Roeder uitgeleend aan Notts County, waar hij vier wedstrijden speelde. Tijdens deze wedstrijden verloor Notts geen enkele keer en de club ging een poging doen om Roeder definitief over te nemen. Queens Park Rangers vroeg £ 125 000 en Notts had niet zoveel geld over voor de verdediger. De voorzitter van Notts County, Jack Dunnett, bedacht echter een plan. Hij riep de supporters op om geld te doneren voor de transfer. Elke pond die gegeven werd zou dan door de club verdubbeld worden. Uiteindelijk werd er 'slechts' 40 000 pond gedoneerd en de transfer was van de baan. Later werd duidelijk hoe belangrijk het afketsen van de transfer was, want Notts County degradeerde nog hetzelfde seizoen. In 1984 was er een club die wel genoeg geld wilde betalen en de verdediger vertrok naar Newcastle United. Bij deze club speelde hij in vijf jaar bijna 200 wedstrijden en daarna ging hij zijn carrière afsluiten bij Watford. Daarna speelde hij ook nog een paar wedstrijden voor Leyton Orient (acht wedstrijden in 1992) en een paar als speler/manager voor Gillingham (zes wedstrijden in 1992). In totaal speelde hij 561 competitiewedstrijden (31 goals) en speelde hij zeven keer mee met het B elftal van Engeland.

## Carrière als manager

### Gillingham
Roeder begon zijn managercarrière als speler/manager bij Gillingham. Deze club won onder zijn leiding 13 van de 51 wedstrijden en eindigde op een na laatste. Door op de op een na laatste speelronde van Halifax Town (dat laatste stond) te winnen, ontsnapte de club net aan degradatie uit de Football League.

### Watford
Aan het begin van het seizoen 1993/94 vertrok manager Steve Perryman van Watford naar Tottenham Hotspur. De club maakte van de gelegenheid gebruik om voormalig speler van de club Glenn Roeder aan te stellen als de nieuwe manager. In zijn tweede seizoen bij deze club leverde Roeder een goede prestatie door de playoffs om promotie net niet te halen. De club eindigde twee plaatsen te laag. In februari 1996 werd hij toch ontslagen, omdat de club inmiddels moest vechten tegen degradatie. Zijn opvolger, Graham Taylor, kon niet voorkomen dat Watford dat seizoen degradeerde. Misschien wel het meest noemenswaardige feit van zijn periode bij Watford is de aankoop van Kevin Phillips. Phillips, die later een sterspeler in de Premier League zou worden kostte Watford slechts £ 10.000.

### Burnley
Roeder besloot het even rustig aan te doen. Hij werd assistent van Chris Waddle bij Burnley FC. Deze samenwerking bleek echter niet succesvol te zijn. Dankzij een overwinning op Plymouth Argyle kon tijdens de laatste speelronde degradatie ternauwernood worden voorkomen. Roeder was niet populair bij de fans en na één seizoen vertrok hij alweer, samen met Waddle.

### Engeland
Na zijn periode bij Burnley werd Roeder assistent van bondscoach Glenn Hoddle. Hij bleef bij het nationale team werken totdat hij een aanbieding kreeg trainer te worden van West Ham United.

### West Ham United
In 2001 kreeg Glenn Roeder de kans om een Premier League club te trainen. De eerste en tweede keus van The Hammers waren Steve McClaren en Alan Curbishley, maar zij bleken allebei niet haalbaar. Vervolgens werd Roeder benaderd om Harry Redknapp op te volgen nadat deze op 9 mei was opgestapt uit onvrede over het transferbeleid van de club. Veel supporters van West Ham waren niet blij, omdat ze een grotere naam hadden verwacht als nieuwe trainer. Voor het begin van zijn eerste seizoen kreeg Roeder vijftien miljoen pond om nieuwe aankopen te doen. Hij besteedde dit geld door David James (van Aston Villa), Tomáš Řepka (Fiorentina) en Don Hutchison (Sunderland AFC) te kopen. Met deze aankopen erbij eindigde West Ham in zijn eerste seizoen op een zevende plaats in de Premier League.
In zijn tweede seizoen bij de club had West Ham het moeilijk. Tomáš Řepka had disciplinaire problemen, hij kreeg tien gele en één rode kaart in 32 wedstrijden. Een andere aankoop, Don Hutchison, bleek erg blessuregevoelig te zijn en speelde dat seizoen maar tien wedstrijden. Tijdens de kerst stond West Ham onderaan en tot aan dat seizoen was het nog nooit een club gelukt om degradatie te voorkomen als ze met de kerst laatste stonden. Ondanks een aantal nieuwe aankopen tijdens de winterstop (Rufus Brevett, Lee Bowyer en Les Ferdinand), kon Roeder de prestaties niet veel verbeteren. Nadat hij zijn spits Paolo Di Canio tijdens een wedstrijd tegen West Bromwich Albion vroegtijdig wisselde, kreeg hij ruzie met de Italiaan. In april 2003 moest Roeder er een tijdje tussenuit, nadat bij hem een hersentumor geconstateerd was. De laatste drie wedstrijden van het seizoen werd de club geleid door Trevor Brooking. Ondanks een goede serie onder Brookings leiding degradeerde de club uit de Premier League.
In juli 2003 keerde Roeder terug. Hij vertelde dat hij nog "unfinished business" had en begon aan een nieuw seizoen. Veel sterspelers hadden de club verlaten vanwege de degradatie, zoals Di Canio, Joe Cole en Frédéric Kanouté. Na een nederlaag tegen Rotherham United werd Roeder in augustus ontslagen.

### Newcastle United
Na zijn ontslag bij West Ham zat Roeder bijna twee jaar zonder club. In juni 2005 keerde hij terug in de voetbalwereld, toen hij bij Newcastle United een baan kreeg in de jeugdopleiding. In februari 2006 werd hoofdtrainer Graeme Souness ontslagen en Roeder werd aangesteld als tijdelijke opvolger. Hij stelt Alan Shearer aan als zijn assistent. Dat seizoen leverde het nieuwe duo een uitzonderlijke prestatie, door het in degradatienood verkerende Newcastle in de laatste maanden van het seizoen naar een zevende plaats te leiden. Na het seizoen zei voorzitter Freddy Shepherd dat Roeder de eerste kandidaat was om definitief de nieuwe manager te worden. Voorwaarde was echter wel dat Roeder dispensatie moest krijgen, omdat hij geen UEFA Pro License had. Newcastle zei dat er bijzondere omstandigheden waren, omdat Roeder halverwege was voor het behalen van zijn licentie toen hij zijn hersentumor kreeg. Op 3 mei 2006 werd deze eis van Newcastle afgewezen, waarna Freddy Shepherd om hulp vroeg bij zijn collega-voorzitters. Deze voorzitters stemden voor het idee om Roeder zijn licentie te laten halen terwijl hij bij Newcastle werkte. Op 16 mei van dat jaar tekende Roeder zijn tweejarig contract met de club.Een paar weken later, op 1 juni, stelde hij Kevin Bond aan als nieuwe assistent.
Met Roeder als trainer won Newcastle in 2006 de Intertoto Cup. Hierdoor werd hij de eerste trainer die een prijs won met Newcastle sinds 1969. Op 4 november 2006 protesteerden de fans van Newcastle. Deze protestactie werd uitgezonden door Sky Sports, hoewel de protesten meer op de voorzitter gericht waren dan op de trainer. Ook na deze actie bleven de resultaten slecht, ook vanwege veel blessures. Er moesten vaak jeugdspelers meespelen. Nadat Newcastle in tien wedstrijden slechts één overwinning haalde, werd Glenn Roeder bij het bestuur geroepen. De voorzitter had een spoedvergadering bij elkaar geroepen en na deze vergadering werd bekendgemaakt dat Roeder ontslag nam als manager van Newcastle.
Tijdens zijn periode bij Newcastle won Roeder 45% van de wedstrijden. Zijn vertrek zorgde voor gemengde gevoelens bij de fans. Sommige fans vonden het de schuld van de trainer dat veel eerste elftal spelers steeds weer geblesseerd raakten, anderen vonden hem nog steeds een goede manager en respecteerden hem ook nog steeds omdat hij ooit een goede verdediger is geweest voor de club.
Op 15 mei 2007 werd bekendgemaakt dat Sam Allardyce de opvolger werd van Roeder.

### Norwich City
In oktober 2007 ging Glenn Roeder aan de slag als manager van Norwich City, dat op dat moment uitkwam in het Championship. Bij Norwich, dat op dat moment vier punten boven de degradatiestreep stond, tekende hij een contract tot 2010. Op 4 november speelde Roeder zijn eerste wedstrijd als trainer van Norwich. De wedstrijd tegen Ipswich Town eindigde in een 2-2 gelijkspel, na een 2-0-achterstand in de rust. Precies twintig dagen later behaalde hij zijn eerste overwinning, toen Norwich tegen Coventry City speelde. Overwinningen op Blackpool, Plymouth Argyle, Sheffield United, Scunthorpe United, Barnsley, Southampton, Preston North End en Cardiff City volgden en Norwich leek heel even op weg te zijn naar een playoff plaats (terwijl ze in degradatiegevaar stonden toen Roeder begon). In januari analyseerde Roeder zijn selectie en verkocht hij een aantal spelers waarin hij geen vertrouwen had. De gehuurde speler Matty Pattison trok hij definitief aan en hij verlengde de huurcontracten van Ched Evans en Mo Camara.
Hij was daarna nog even adviseur bij Stevenage FC.
Hij streed jarenlang tegen een hersentumor, waar hij aan overleed op zijn 65e in 2021.

## Statistieken als manager
| Club             | Van             | Tot en met       | Wedstrijden | Winst | Gelijkspel | Verlies | Winst % |
| Gillingham FC    | 1 augustus 1992 | 9 juli 1993      | 51          | 13    | 22         | 16      | 25,49   |
| Watford FC       | 1 augustus 1993 | 20 februari 1996 | 139         | 44    | 55         | 40      | 31,65   |
| West Ham United  | 9 mei 2001      | 24 augustus 2003 | 86          | 27    | 36         | 23      | 31,39   |
| Newcastle United | 2 februari 2006 | 6 mei 2007       | 72          | 33    | 24         | 15      | 45,83   |
| Norwich City     | 30 oktober 2007 | Heden            | 35          | 13    | 13         | 9       | 37,14   |